# Фортёйн, Пим
Пим Фортёйн (нидерл. Pim Fortuyn , настоящее имя Вилхелмус Симон Петрус Фортёйн (нидерл. Wilhelmus Simon Petrus Fortuijn); 19 февраля 1948, Велзен — 6 мая 2002, Хилверсюм) — нидерландский политический деятель, академик, писатель и бизнесмен, сформировавший свою партию Список Пима Фортёйна (СПФ) в 2002 году.
Первоначально марксист, а затем член голландской социал-демократической партии труда, Фортёйн начал смещать вправо свои убеждения в 1990-х годах в ответ на иммиграционную политику Нидерландов. Фортёйн вызвал дискуссию своими взглядами на мультикультурализм, иммиграцию и ислам в Нидерландах. Он назвал ислам «отсталой культурой» и заявил, что, если бы это было юридически возможно, то он закрыл бы границы для мусульманских иммигрантов. Фортёйн также поддерживал более жесткие меры против преступности и выступал против государственной бюрократии, желая уменьшить голландский финансовый вклад в Европейский союз. Его оппоненты и средства массовой информации называли его ультраправым популистом, но он жёстко отвергал этот ярлык. Фортёйн был открытым гомосексуалом и поддерживал права геев..
Фортёйн явно отдалял себя от «ультраправых» политиков, таких как бельгиец Филипп Девинтер, австриец Йорг Хайдер или француз Жан-Мари Ле Пен, всякий раз, когда его сравнивали с ними. В то время как он сопоставлял свою собственную политику с правоцентристскими политиками, такими как Сильвио Берлускони из Италии и Эдмунд Штойбер из Германии, он также восхищался бывшим премьер-министром Нидерландов Йопом ден Ойлом, социал-демократом и демократическим президентом США Джоном Ф. Кеннеди. Фортёйн также критиковал модель польдера и политику уходящего правительства Вима Кока и неоднократно называл себя и идеологию СПФ прагматичной, а не популистской. В марте 2002 года его недавно созданная СПФ стала крупнейшей партией в родном городе Фортёйна Роттердаме во время голландских муниципальных выборов, состоявшихся в том же году.
Фортёйн был убит во время парламентских выборов в Нидерландах в 2002 году Волькертом ван дер Граафом, левым защитником окружающей среды и активистом по защите прав животных. В суде ван дер Грааф заявил, что он убил Фортёйна, чтобы помешать ему использовать мусульман в качестве «козлов отпущения» и нацелиться на «слабых членов общества» в поисках политической власти. СПФ продолжала участвовать в голосовании на втором месте во время выборов, но вскоре после этого пришла в упадок.

## Биография
Родился в нидерландском городе Велзен (нидерл. Velsen). Изучал социологию в Амстердаме, преподавал в Гронингенском университете и в Университете Эразма в Роттердаме. На рубеже 1990—2000-х гг. постепенно обратился к практической политике и в 2001 г. возглавил список кандидатов в парламент только что созданной партии «Пригодные для жизни Нидерланды» (Leefbaar Nederland). Выборы должны были состояться в мае 2002 года. Однако 9 февраля 2002 Фортёйн опубликовал в одной из газет интервью, в котором недвусмысленно заявил о своей решимости прекратить иммиграцию мусульман в Нидерланды. На следующий день он был исключён из избирательного списка, а днём позже основал свою собственную новую партию — Список Пима Фортёйна. В марте 2002 года Фортёйн триумфально выиграл выборы в городской совет Роттердама: его партийный список получил 36 % голосов, и это положило конец почти 60-летнему периоду, в течение которого городом управляли социал-демократы из Партии труда (нидерл. Partij van de Arbeid).
За неделю до общенациональных выборов Фортёйн был застрелен Волкертом ван дер Граафом — активистом радикальной экологической группы. Ван дер Грааф заявил вскоре после ареста, что отомстил Фортёйну за его слова о позволительности ношения шуб из натурального меха; впрочем, на суде он уже объявлял себя защитником нидерландских мусульман. В 2003 году Ван дер Грааф был осужден к 18-летнему заключению. Вышел на свободу в 2014 году, отбыв две трети срока.
Убийство Фортёйна стало первым политическим убийством в Нидерландах за 100 с лишним лет.

## Политические взгляды
Основу политической позиции Фортёйна составляли его жёсткие антиисламские взгляды. Ещё в 1997 г. он опубликовал книгу «Против исламизации нашей культуры». Ислам, по мнению Фортёйна, представляет собой отсталую религиозную доктрину, угрожающую современной европейской цивилизации. Одной из важнейших форм этой угрозы, по мнению Фортёйна, является неконтролируемая иммиграция из мусульманских стран в Европу вообще и в Нидерланды в частности. Высказываясь по вопросу иммиграции, Фортёйн подчеркивал, что большинство иммигрантов бегут не от политических преследований, а от экономического неблагополучия, стремясь к определённому уровню комфорта. В то же время новые иммигранты не считают для себя обязательными социальные, культурные и моральные нормы своей новой родины, благодаря которым в значительной степени этот уровень комфорта достигнут. Фортёйн заявлял, что иммигранты имеют право на новую родину только в том случае, если они готовы принять её базовые ценности и влиться в её общественный уклад. Для Нидерландов среди таких ценностей находятся, в частности, равные права женщин и гомосексуалов, которые, как он считал, традиционный ислам решительно не признаёт.
Эта часть взглядов Фортёйна традиционно ассоциируется с праворадикальными политическими силами, однако Фортёйн неоднократно заявлял, что ничего общего с ультраправыми (такими, как французский политик Жан Мари Ле Пен или австриец Йорг Хайдер) у него нет. Будучи открытым геем, он выступал в поддержку целого ряда либеральных инициатив, будь то однополые браки или право на эвтаназию. В предвыборной программе Фортёйна особое внимание уделялось развитию новых технологий, особенно в здравоохранении.

## Наследие Фортёйна
В 2004 г. в ходе телевизионного голосования в рамках проекта «Величайший голландец» (телерадиокомпания KRO) Фортёйн был избран величайшим нидерландцем всех времён, опередив основателя независимых Нидерландов Вильгельма I Оранского, а также Рембрандта и Ван Гога; правда, позднее голоса были пересчитаны (с учётом одновременного голосования в Интернете), и выяснилось, что Вильгельм Оранский всё-таки несколько опередил Фортёйна, однако официальные результаты голосования так и не были отменены.
Основанная Фортёйном партия после его гибели быстро утратила влияние. Однако все крупные политические силы Нидерландов значительно скорректировали свои позиции с учётом той широкой поддержки, которую получили взгляды Фортёйна в нидерландском обществе.